# 카릴 링컨

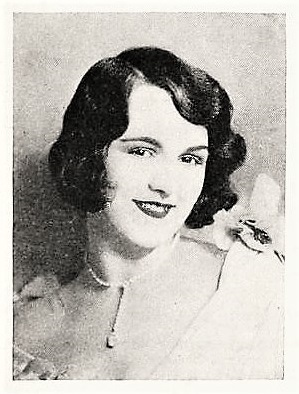

카릴 링컨(Caryl Lincoln, 1903년 11월 16일 ~ 1983년 2월 20일)은 미국의 배우, 영화배우이다.
오클랜드에서 태어났으며 우들랜드힐스에서 사망하였다.

## 영화
- 러브 네스트 (1951년)
- 골든 이어링 (1947년)
- 메리 위도우 (1934년)
- 키드 밀리언스 (1934년)
- 어 걸 인 에브리 포트 (1928년)